# Ogończyk kolumbijski
Ogończyk kolumbijski (Synallaxis fuscorufa) – gatunek małego ptaka z rodziny garncarzowatych (Furnariidae). Występuje w północno-zachodniej części Ameryki Południowej i jest endemitem Kolumbii. W Czerwonej księdze gatunków zagrożonych IUCN klasyfikowany jest jako gatunek bliski zagrożenia (NT, ang. Near Threatened).

## Systematyka
Takson ten po raz pierwszy zgodnie z zasadami nazewnictwa binominalnego opisał angielski przyrodnik Philip Lutley Sclater w 1882 roku na łamach „Proceedings of the Zoological Society of London”. Autor nadał mu nazwę Synallaxis fusco-rufa, a jako miejsce typowe podał San Sebastian w Sierra Nevada de Santa Marta w Kolumbii. Jest to gatunek monotypowy.

### Etymologia
- Synallaxis: gr. συναλλαξις sunallaxis, συναλλαξεως sunallaxeōs „wymiana, zamiana”[11].
- fuscorufa: łac. fuscus – ciemny, przydymiony, łac. rufus – rudy, ryży[12].

## Morfologia
Mały ptak o czerwonobrązowych tęczówkach, od szarych do niebieskoszarych nogach i stopach. Nie występuje dymorfizm płciowy. Dziób dosyć długi i cienki, górna szczęka czarna, dolna niebieskoszara, górna szczęka nieco zakrzywiona w końcowej części. Ptak jest głównie jasnoczerwonaworudy oprócz czarniawej plamki w okolicach dzioba i oka. Obie płcie mają matowy szaro-oliwkowy grzbiet, oliwkowe boki. Ogon długi, stopniowany, o podobnej długości jak tułów ptaka. Nieznacznie różni się od ogończyka jednobarwnego (Synallaxis unirufa). Młode osobniki są nieco ciemniejsze, mają delikatne pręgi na brzuchu, jasnobrązowe oczy i żółtawo-różową żuchwę.
Długość ciała 16–18 cm, masa ciała 15–17 g.

## Zasięg występowania
Ogończyk kolumbijski występuje tylko w górach Sierra Nevada de Santa Marta w północnej Kolumbii. Zasięg występowania (EOO, Extent of Occurrence) według szacunków organizacji BirdLife International obejmuje około 5280 km², występuje przeważnie w zakresie wysokości od 2000 do 3000 m n.p.m., lokalnie niżej – do 760 m n.p.m.

## Ekologia i zachowanie
Jego głównym habitatem są dolne warstwy obrzeży wilgotnych lasów górskich, krzaczaste obszary wtórnego wzrostu i zarośnięte polany. Długość pokolenia jest określona na 3,11 roku. Ptak ten żeruje zazwyczaj w parach. Raczej nie spotyka się go pojedynczo. Ogończyk kolumbijski ma niezróżnicowaną dietę składającą się ze stawonogów. Zaobserwowano, że podejmuje pokarm z liści i niewielkich gałęzi na wysokości 1–2 m nad poziomem gruntu.

### Rozmnażanie
Prawie nie ma informacji o rozmnażaniu i gniazdowaniu tego gatunku. Ptaki z powiększonymi gonadami obserwowano w okresie od stycznia do czerwca.

## Status
W Czerwonej księdze gatunków zagrożonych IUCN ogończyk kolumbijski jest uznawany za gatunek bliski zagrożenia (NT, ang. Near Threatened). Wielkość populacji jest oszacowana na więcej niż 2500, a mniej niż 9999 dorosłych osobników. BirdLife International ocenia trend liczebności populacji jako stabilny ze względu na adaptację ogończyka kolumbijskiego do zmieniającego się habitatu.